# Comercio medieval de lana en Inglaterra

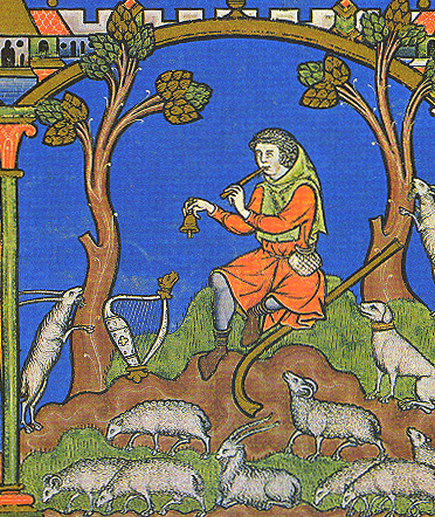
Cuadro que muestra a un hombre vestido de naranja que toca la pipa y hace sonar una pequeña campana. Está rodeado de numerosas ovejas blancas y dos árboles se sitúan a ambos lados. En la esquina superior izquierda aparece una pequeña aldea. Las ovejas, representadas aquí en la década de 1240 o 1250, fueron adquiriendo cada vez más importancia en la agricultura inglesa.

El comercio de la lana en la Inglaterra medieval fue uno de los factores más importantes de la economía de la Inglaterra de la Edad Media. Ninguna forma de fabricación tuvo mayor impacto en la economía y la sociedad de la Gran Bretaña medieval que las industrias que producían paños a partir de diversos tipos de lana. El período más animado del comercio, 1250-1350, fue «una época en la que el comercio de la lana había sido la columna vertebral y la fuerza motriz de la economía medieval inglesa».
El comercio de la lana fue uno de los principales impulsores del enclosure (la privatización de las  tierras comunes) en la Agricultura en el Reino Unido, que a su vez tuvo importantes consecuencias sociales, como parte de la revolución agrícola británica.
Entre los monumentos duraderos del éxito del comercio están las 'iglesias de la lana' de Anglia Oriental y los Cotswolds; la Worshipful Company of Clothworkers de Londres; y el hecho de que, desde el siglo XIV, el presidente de la Cámara de los Lores se siente en el Woolsack, una silla rellena de lana.

## Alta Edad Media

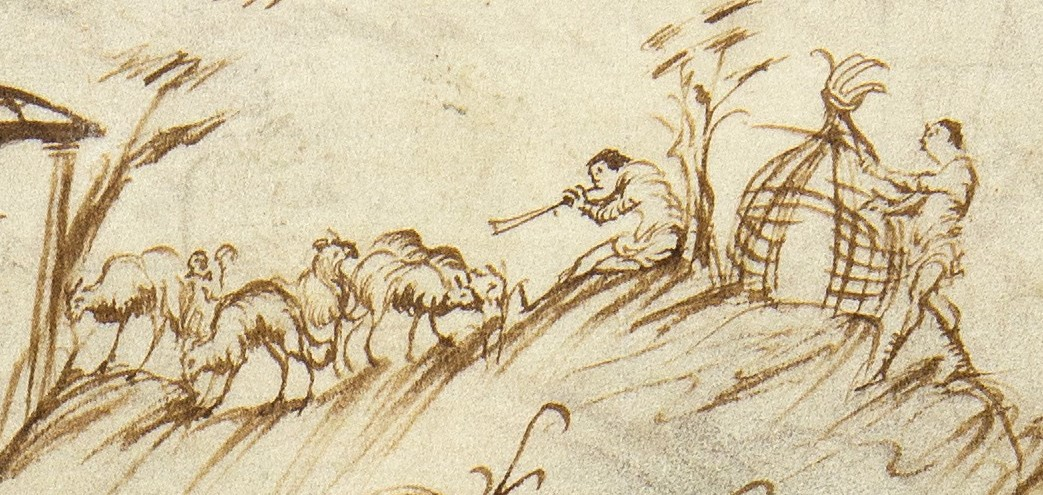
Pastor soplando cuerno en el Salterio de Utrecht.

Durante el primer periodo anglosajón (c. 450-650), las pruebas arqueológicas de la producción de lana a nivel de subsistencia utilizando telares de urdimbre son numerosas. Las herramientas y tecnologías de hilado y tejido eran similares a las del periodo romano; es probable que se siguiera produciendo lana blanca y fina procedente de ovejas introducidas desde la región mediterránea, junto con lanas locales más gruesas. Los tintes incluían el hidrófilo para el azul y, con menor frecuencia, la rubia y los líquenes para los rojos y morados. Se encuentran algunas telas de lana de alto estatus, como el brocado de oro. Alrededor del siglo X aparecieron nuevos tipos de tejidos, entre los que destacan las sargas de diamante, cuyo uso continuó hasta el siglo XIII. Hay pocas pruebas de comercio a larga distancia, pero parece que hubo algo, presumiblemente de lanas o paños especialmente raros: El silencio de las fuentes se ve salpicado por una famosa mención a los estándares de deslizamiento de los mantos ingleses exportados a Frankia en una carta de Carlomagno a Offa de Mercia.

## Edad Media tardía
Corral de ovejas (Salterio de Luttrell)
Esquilado de ovejas en Les Très Riches Heures du Duc de Berry.
La producción de lana a nivel de subsistencia continuó, pero se vio eclipsada por el auge de la lana como mercancía, que a su vez fomentó la demanda de otras materias primas como los colorantes; el auge de la industria manufacturera; el sector financiero; la urbanización; y (dado que la lana y las materias primas relacionadas tenían una elevada relación valor-peso y eran fácilmente transportables) el comercio regional, internacional e incluso intercontinental.
La lana inglesa, sobre todo la procedente de las marchas galesas, el suroeste y Lincolnshire, era la más apreciada de la Europa medieval y se exportaba a los emergentes centros urbanos de producción de paños de los Países Bajos, Francia e Italia, donde la producción se vio favorecida por la adopción del  telar horizontal de pedal y la rueca, junto con el batán y la siesta mecanizados.
En 1280 se exportaban unos 25 000 sacos de lana desde Inglaterra; el comercio de lana cruda alcanzó un máximo de entre 40 000 y 45 000 sacos al año, y descendió a 33 000 en 1355 y a 9706 en 1476, a medida que las exportaciones pasaban a ser de tejidos acabados. A medida que disminuían las exportaciones de lana cruda, aumentaban las de paños, pasando de 10 000 paños anuales en 1349-50 a 60 000 en 1446-47, y a unos 140 000 en 1539-40.  "A finales del siglo XIII, las zonas fuertemente industrializadas de Europa no habrían podido existir sin la exportación de lana inglesa».
Sin embargo, el comercio de la lana en Inglaterra era volátil y se veía afectado por diversos factores, como la guerra, la política fiscal, los derechos de exportación e importación o incluso las prohibiciones, las enfermedades y el hambre, y el grado de competencia entre los comerciantes europeos por la lana inglesa. Por ejemplo, como la industria continental dependía de la lana inglesa, y los embargos a la exportación podían "llevar a zonas enteras al borde de la hambruna y la ruina económica», el comercio de la lana era una poderosa herramienta política. Asimismo, los impuestos sobre el comercio de la lana financiaron las guerras de  Eduardo I y permitieron a Inglaterra llevar a cabo la Guerra de los Cien Años con mejores recursos que Francia. Estas inestabilidades condujeron a un ciclo de auge y caída de los precios y las exportaciones.
En los  siglos XII y XIII, el comercio de la lana inglesa se realizaba sobre todo con Flandes, donde la lana se convertía en tela, principalmente para su venta a través de las ferias de Champaña hacia la cuenca mediterránea, y estaba dominado por los comerciantes flamencos. Pero en 1264, las luchas en Inglaterra de la segunda guerra de los Barones hicieron que el comercio anglo-flamenco se detuviera casi por completo y, en 1275, cuando Eduardo I de Inglaterra negoció un acuerdo con la comunidad mercantil nacional (y se aseguró un derecho permanente sobre la lana), los mercaderes italianos empezaron a dominar el comercio. Extendiendo sus actividades a las finanzas, los Riccardi, un grupo de banqueros de Lucca en Italia, se hicieron particularmente prominentes en la fiscalidad y las finanzas inglesas. Entre los mercaderes más famosos que participaron en el comercio de la lana inglesa estaban Jean Boinebroke de Douai (m. 1286) por el lado continental, y William de la Pole (m. 1366) por el inglés.
Las organizaciones gremiales parecen haber surgido en la industria textil antes en Inglaterra que en el resto de Europa, estando atestiguadas ya en la década de 1130 en Londres, Winchester, Lincoln, Oxford, Nottingham y Huntingdon.

## Principios de la Edad Moderna
En el siglo XVI, la calidad de las lanas inglesas estaba en declive, tal vez en parte debido al cambio de orientación hacia la producción de carne para los mercados urbanos nacionales, y la supremacía europea en la producción de lana fina pasó a la península ibérica y sus  ovejas merinas.

## Estadísticas clave
La tabla muestra las exportaciones inglesas de sacos de lana y telas anchas, en medias quinquenales, entre 1281 y 1545.
| Years Michaelmas | Exportaciones de sacos de lana (media de 5 años) | Exportaciones de paño fino | Total como paño equivalente |
| ---------------- | ------------------------------------------------ | -------------------------- | --------------------------- |
| 1281–5           | 26 879.20                                        |                            | 116 554.44                  |
| 1286–90          | 26 040.80                                        |                            | 112 843.38                  |
| 1291–5           | 27 919.20                                        |                            | 120 983.11                  |
| 1296–1300        | 23 041.20                                        |                            | 99 845.12                   |
| 1301–5           | 32 344.00                                        |                            | 140 157.23                  |
| 1306–10          | 39 016.20                                        |                            | 169 070.07                  |
| 1311–15          | 35 328.60                                        |                            | 153 090.48                  |
| 1316–20          | 26 084.60                                        |                            | 113 033.18                  |
| 1321–25          | 25 315.40                                        |                            | 109 699.98                  |
| 1326–30          | 24 997.60                                        |                            | 108 322.85                  |
| 1331–35          | 3 ,645.60                                        |                            | 145 797.49                  |
| 1336–40          | 20 524.80                                        |                            | 88 940.73                   |
| 1341–45          | 18 075.58                                        |                            | 78 327.43                   |
| 1346–50          | 27 183.13                                        | 2556                       | 120 349.12                  |
| 1351–55          | 30 750.40                                        | 1921                       | 135 172.83                  |
| 1356–60          | 32 666.40                                        | 9061                       | 150 615.29                  |
| 1361–65          | 30 129.20                                        | 11 717                     | 142 276.97                  |
| 1366–70          | 26 451.80                                        | 14 527                     | 129 151.58                  |
| 1371–75          | 25 867.80                                        | 12 211                     | 124 305.11                  |
| 1376–80          | 20 470.20                                        | 13,643                     | 102 346.73                  |
| 1381–85          | 17 517.40                                        | 22 242                     | 98 150.67                   |
| 1386–90          | 19 312.00                                        | 25 610                     | 109 295.27                  |
| 1391–95          | 18 513.80                                        | 39 525                     | 119 751.60                  |
| 1396–1400        | 16 889.60                                        | 38 775                     | 111 963.31                  |
| 1401–5           | 12 904.20                                        | 34 570                     | 90 487.76                   |
| 1406–10          | 14 968.20                                        | 31 746                     | 96 609.35                   |
| 1411–15          | 13 593.20                                        | 27 183                     | 86 087.22                   |
| 1416–20          | 14 365.00                                        | 27 977                     | 90 225.49                   |
| 1421–25          | 14 425.20                                        | 40 275                     | 102 003.75                  |
| 1426–30          | 13 358.60                                        | 40 406                     | 98 292.82                   |
| 1431–35          | 9384.60                                          | 40 027                     | 80 693.97                   |
| 1436–40          | 5378.80                                          | 47 072                     | 70 380.12                   |
| 1441–45          | 8029.40                                          | 56 456                     | 91 249.84                   |
| 1446–50          | 9765.20                                          | 45 847                     | 88 162.63                   |
| 1451–55          | 8790.80                                          | 36 700                     | 74 793.44                   |
| 1456–60          | 6386.40                                          | 36 489                     | 64 163.38                   |
| 1461–65          | 6386.00                                          | 29 002                     | 56 674.25                   |
| 1466–70          | 9293.60                                          | 37 447                     | 77 719.64                   |
| 1471–75          | 8453.40                                          | 36 537                     | 73 168.57                   |
| 1476–80          | 8736.00                                          | 50 441                     | 88 296.77                   |
| 1481–85          | 7621.40                                          | 54 198                     | 87 223.84                   |
| 1486–90          | 9751.00                                          | 50 005                     | 92 259.50                   |
| 1491–95          | 6755.20                                          | 56 945                     | 86 217.11                   |
| 1496–1500        | 8937.20                                          | 62 853                     | 101 311.24                  |
| 1501–5           | 7806.80                                          | 77 271                     | 111 100.24                  |
| 1506–10          | 7326.20                                          | 84 803                     | 116 549.44                  |
| 1511–15          | 7087.20                                          | 86 592                     | 117 303.18                  |
| 1516–20          | 8194.40                                          | 90 099                     | 125 607.84                  |
| 1521–25          | 5131.60                                          | 82 269                     | 104 505.72                  |
| 1526–30          | 4834.80                                          | 93 534                     | 114 485.18                  |
| 1531–35          | 3005.20                                          | 94 087                     | 107 109.32                  |
| 1536–40          | 3951.40                                          | 109 278                    | 126 400.72                  |
| 1541–45          | 4576.00                                          | 118 056                    | 137 884.92                  |

## Estudios clave
Los estudios clave del tema incluyen: 
- Eileen Power, The Wool Trade in English Medieval History: Being the Ford Lectures [1939] (London: Oxford University Press, [1941])
- T. H. Lloyd, The English Wool Trade in the Middle Ages (Cambridge: Cambridge University Press, 1977)